# Haya bint al-Hussein

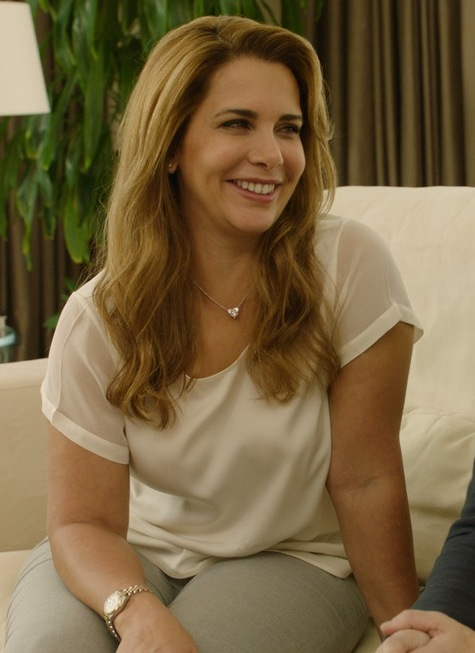
Prinzessin Haya (2017)

Prinzessin Haya von Jordanien (arabisch هيا بنت الحسين Haya bint al-Hussein, DMG Hayā bint al-Ḥusain; * 3. Mai 1974) ist eine jordanische Pferdesportfunktionärin und ehemalige Springreiterin.

## Leben
Haya von Jordanien entstammt Hussein I. Ehe mit seiner dritten Frau Alia al-Hussein von Jordanien. Sie absolvierte ihre schulische Ausbildung in Großbritannien, zunächst an der Badminton School for Girls in Bristol, dann an der Bryanston School in Dorset. Sie studierte am St Hilda’s College der Universität Oxford, das sie mit einem Bachelor/Master mit Auszeichnung in Politikwissenschaften, Philosophie und Wirtschaft abschloss.
Ab 2004 war sie die sechste Nebenfrau des Emir von Dubai, Muhammad bin Raschid Al Maktum – einer der reichsten und mächtigsten Männer der Welt. Am 2. Dezember 2007 gebar sie die gemeinsame Tochter Al Jalila und am 7. Januar 2012 einen Sohn, Zayed. Die Ehe hielt 15 Jahre. Ihre Beziehung begann sich nach dem sehr öffentlichen gescheiterten Fluchtversuch seiner Tochter, Latifa Al Maktum, zu verschlechtern. Haya al-Hussein begann sich nach Latifas Wohlergehen zu erkundigen und erlebte ein „fortschreitend feindseliges Klima“ des Emirs und seiner Berater. Sie fand auch heraus, dass sich der Emir am 7. Februar 2019, dem Todestag ihres Vaters, nach islamischem Recht von ihr scheiden ließ. Sie erfuhr es erst im Nachhinein. Nach der Scheidung verfolgte der Emir seine Ex-Frau wie man sonst Terroristen bekämpft.
Im Juli 2019 floh sie mit ihren zwei Kindern nach Großbritannien und beantragte ein Scheidungsverfahren zwischen ihr und dem Emir von Dubai, Muhammad bin Raschid Al Maktum. Im November 2019 wurde sie von ihrem Halbbruder, dem König Jordaniens, Abdullah II. bin al-Hussein, zu einer Diplomatin Jordaniens ernannt und genießt seitdem durch den Diplomatenstatus politische Immunität.
Sie stellte unter anderem Verfügungen gegen Belästigung und den Schutz vor Zwangsverheiratung sowie einen Antrag auf Verwarnung gegen ihren Mann, den Emir von Dubai, da dieser ihre Rückkehr ins Emirat forderte. Der Londoner High Court verurteilte ihn in dem Rechtsstreit im Februar 2020 wegen der Entführung von Shamsa Al Maktum und Latifa Al Maktum, der Folter einer seiner Töchter und der Einschüchterung von Haya al-Hussein.
Im Oktober 2021 gab der High Court in London bekannt, Muhammad bin Raschid habe Prinzessin Haya und seine Tochter Latifa sowie deren gesamtes Umfeld, in einem Akt von „Machtmissbrauch“, mittels der berüchtigten Spionagesoftware Pegasus des israelischen Herstellers NSO Group illegal überwachen lassen. Er verstieß somit gegen britische Gesetze und gegen Menschenrechte. Im August 2020 ist die Überwachung britischer Nummern durch ausländische Behörden umgehend ausgesetzt worden. Die NSO Group entzog Dubai 2020 seine Pegasus-Lizenz.

## Pferdesport
Mit einer Bronzemedaille in der Einzelwertung der Springreiter im Jahr 1992 ist Prinzessin Haya die einzige Frau, die jemals eine Medaille bei den Panarabischen Reiterspielen gewonnen hat. Im Jahr 2000 startete sie als Springreiterin bei den Olympischen Sommerspielen in Sydney und war bei der Eröffnungsfeier Fahnenträgerin der jordanischen Mannschaft. 2002 in Jerez war sie die erste arabische Frau, die an den Weltreiterspielen teilnahm.
Von 2006 bis 2014 war sie gewählte Präsidentin der Internationalen Reiterlichen Vereinigung (FEI). Als solche eröffnete sie am 20. August 2006 die Weltreiterspiele in Aachen. Im Jahr 2010 wurde sie von der FEI-Generalversammlung mit großer Mehrheit wiedergewählt. Während ihrer Amtszeit wurden bei den Distanzpferden ihres Mannes Mohammed Al Maktum zahlreiche Dopingfälle bekannt. Bei ihrer Wahl zur Präsidentin war sie sich des Interessenkonfliktes zwischen ihrer Position als Ehefrau und ihren Aufgaben in der FEI bewusst, weshalb sie früh Befugnisse an die Vizepräsidenten und an den Vorstand delegierte. Sie ist ferner Mitglied des Ehrenkomitees der Spanischen Hofreitschule.
Seit Anfang 2011 ist Haya al-Hussein Repräsentantin der Fegentri, des Weltdachverbandes der Amateurrennreiter.
Haya al-Hussein ist Athletenbotschafterin der Entwicklungshilfeorganisation Right to Play.